# Marly-le-Roi
Marly-le-Roi település Franciaországban, Yvelines megyében. Lakosainak száma 16 619 fő (2022. január 1.). Marly-le-Roi Bailly, L’Étang-la-Ville, Louveciennes, Mareil-Marly, Le Pecq és Le Port-Marly községekkel határos.

## Népesség
A település népességének változása:
| Lakosok száma | 16 485 | 16 431 | 16 661 | 16 192 | 16 335 | 16 385 | 16 352 | 16 531 | 16 619 |
|               | 2013   | 2015   | 2016   | 2017   | 2018   | 2019   | 2020   | 2021   | 2022   |

## Kastély
Marly kastélyát (Château de Marly) 1683-ban XIV. Lajos építtette, hogy legyen egy nyugodt, bensőséges menedéke Versailles pompája és a királyi udvar zsúfoltsága elől. A kastély kisebb méretű volt, mint a Versailles-i kastély, és intimebb, természetközeli környezetet kínált. A park a barokk kerttervezés iskolapéldája, André Le Nôtre kertépítész tervei alapján készült. Ezért is választotta XV. Lajos, hogy ide gobelin szőnyegeket rendeljen a Don Quijote történetével. Végül azonban csak tizennyolc darabra tartott igényt a harminc darabból, amelyet a Gobelin-manufaktúrától rendelt, így néhányat odaajándékozott a királyi udvar kiválóságainak, köztük Richmond hercegének. A kastély a francia forradalom idején, a XVIII. század végén elpusztult. Ma csak néhány alap és építmény maradt meg, de a helyszínen található a Musée-Promenade de Marly-le-Roi, amely a kastély történetét mutatja be. A kastély híres vízgépének másolata, amely a versailles-i szökőkutakhoz szállított vizet, még ma is látható.